# Corrals dels Fantasmes
Corrals dels Fantasmes és un conjunt arqueològic i etnològic situat a la rodalia del barranc homònim a Castielfabib, a la comarca del Racó d'Ademús (País Valencià).

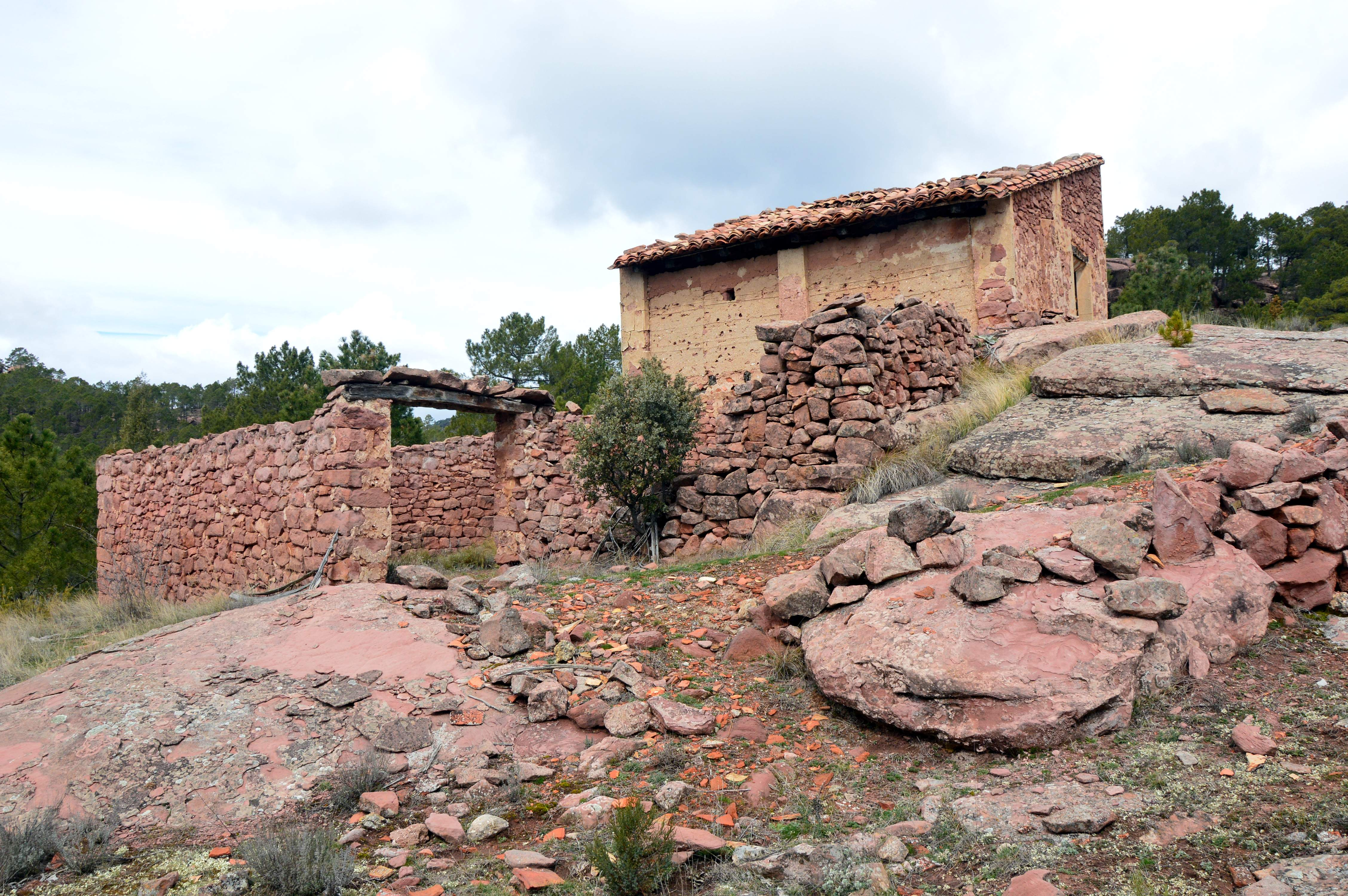
Detall de construccions tradicionals a Corrals dels Fantasmes, Castielfabib, 2018

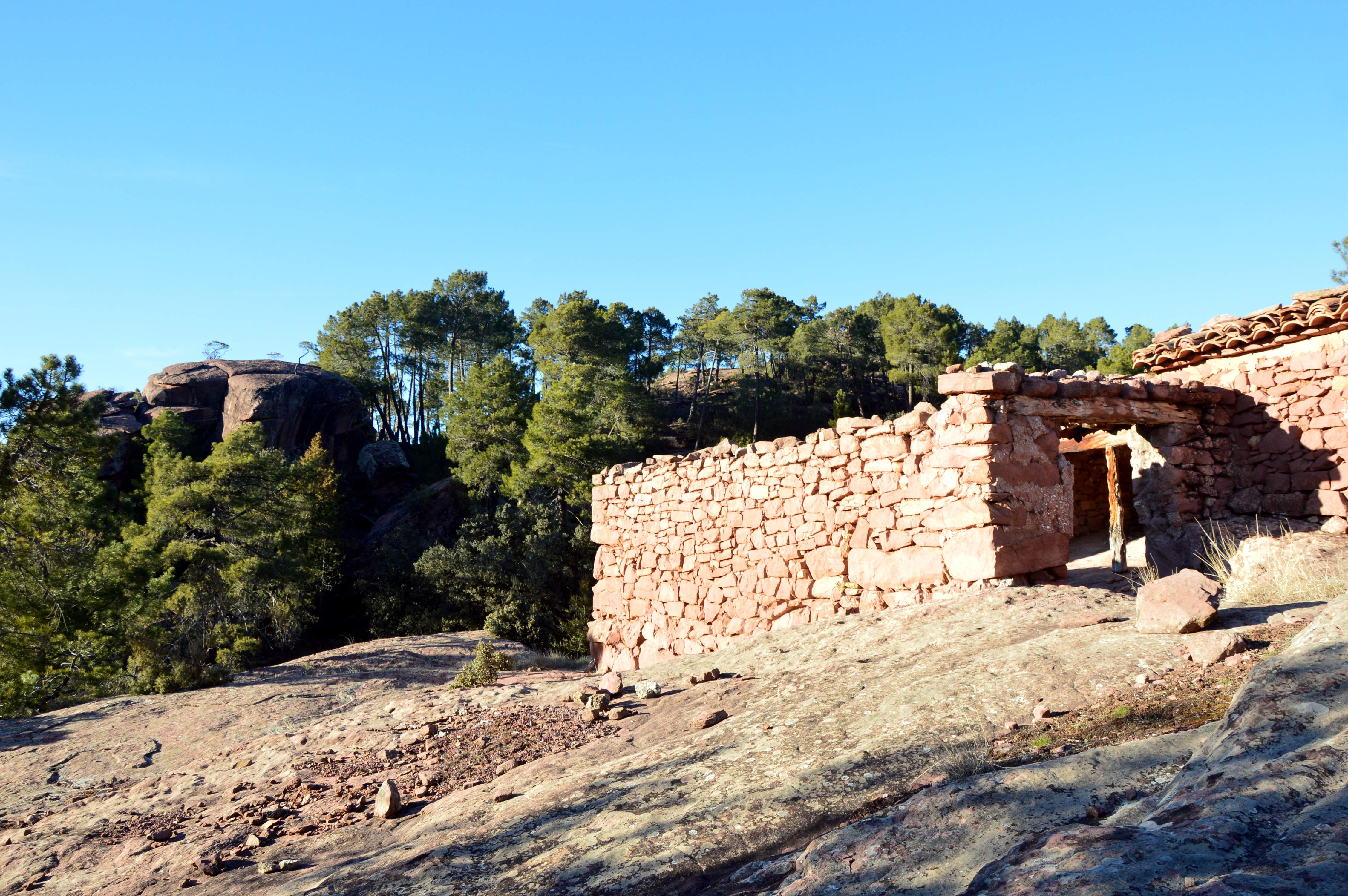
Detall de construcció tradicional a Corrals dels Fantasmes, Castielfabib, 2018

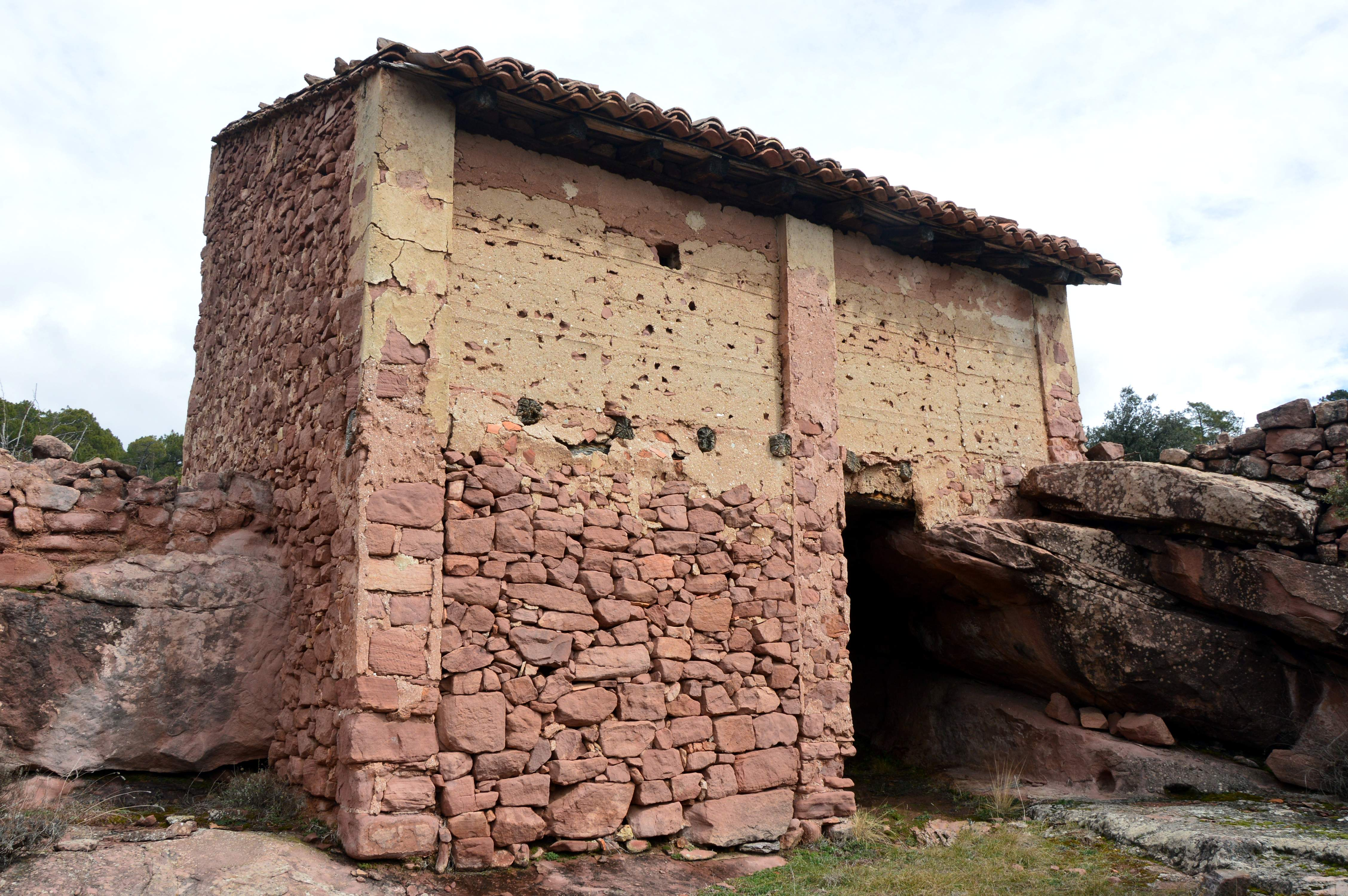
Detall de construccions tradicionals a Corrals dels Fantasmes, Castielfabib, 2018

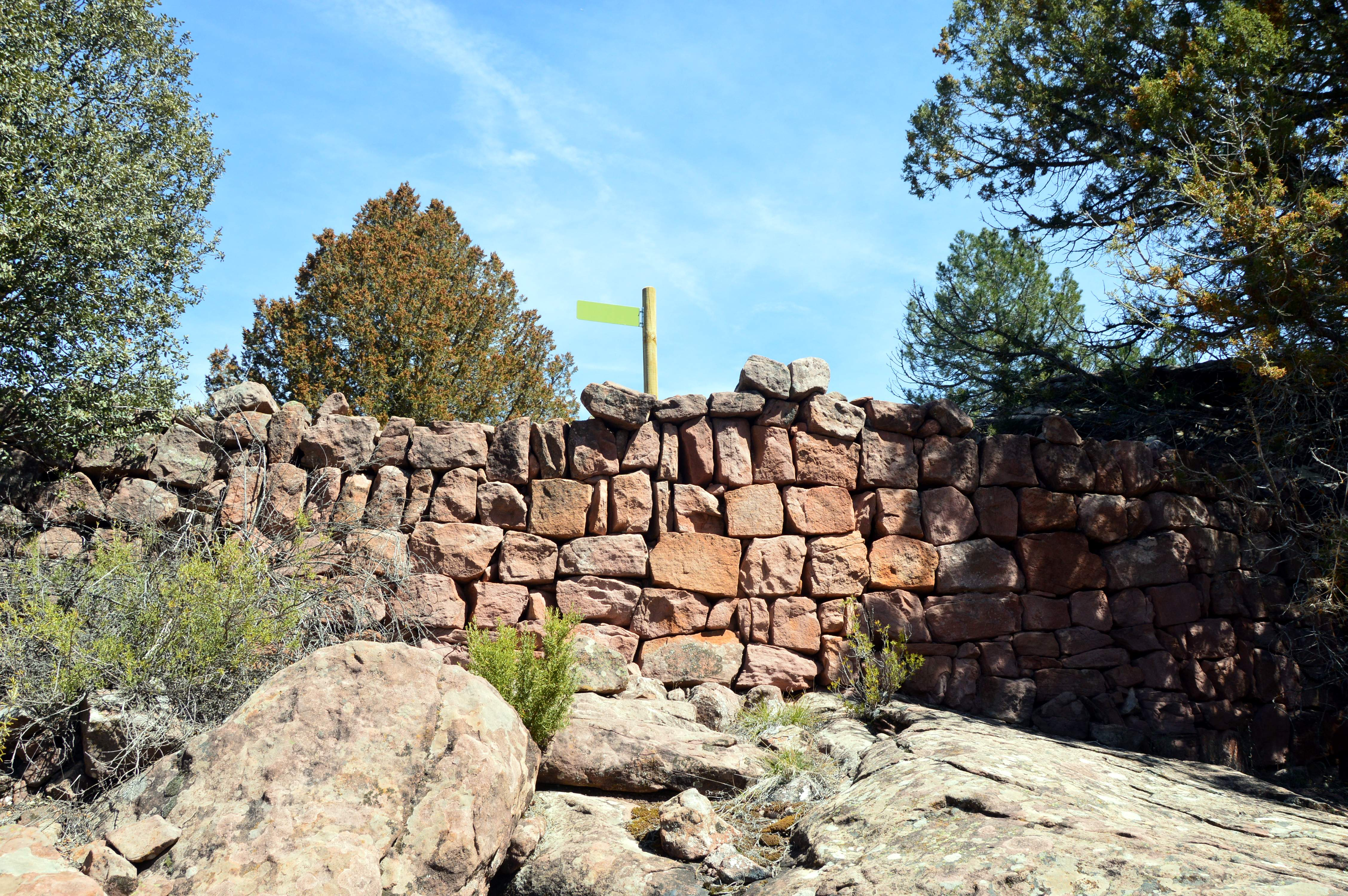
Detall de mur defensiu a Corrals dels Fantasmes, Castielfabib, 2018

Situat a l'extrem nord-oriental del Racó d'Ademús –a la muntanya El Rodeno: junt amb els municipis aragonesos de Tormón i Tramacastiel-, conté també notables mostres d'arquitectura tradicional vernàcula vinculada al món agrari.

## Accés
Per visitar el paratge des del Racó d'Ademús cal anar a Castielfabib. El camí habitual, anant amb cotxe, és per la CN-420 en direcció a Conca, de la qual cal desviar-se poc més amunt de Los Santos, per seguir per la CV-479 en direcció a El Cuervo. Passat Castielfabib, a mig camí de la vila s'agafa un altre desviament que sorgeix a la dreta (CV-482), en direcció a Cuesta del Rato. La via travessa el riu Ebron per un pont i puja fins al llogaret castielfabià; ací es troba el primer senyal relatiu a les pintures rupestres de l'abric dels Turons d'Abril.

## Ubicació i descripció
Per accedir a Corrals dels Fantasmes cal seguir la sendera que discorre pel barranc de Val de l'Aigua (que desguassa al riu Túria per sota del Mas de Jacint) fins al lloc enfront de l'abric rupestre, situat a l'altre costat del barranc. Per visitar els corrals cal continuar per la sendera rupestre i pujar pel vessant esquerre del barranc fins a una paridera (cova voltada de pedra seca i coberta per una gran visera pètria) on es guardava el bestiar. Continuant per la senda s'arriba al lloc de Corrals.
Els Corrals es troben als voltants del barranc homònim; consten de dos grups de construccions situats al vessant meridional:
- un a la part superior (format per dos edificis adossats: un paller i un corral amb descobert).
- un altre a la part inferior (format per dos edificis separats per una «era de batre»: el de la dreta, situat en posició sud-oriental, és un paller mentre que el de l'esquerra, situat en posició nord-occidental és un paller amb corral i descobert a la part baixa).

Tots els edificis estan formats per murs de maçoneria de pedra de gres encarada sense aglomerant, amb algunes parts encofrades; la cobertura n'és de teula àrab a una aigua.
Donada la distància als llocs habitats més propers (Castielfabib, Costa del Rato, Tormón), els pallers servien com a residència temporal als vilatans que conreaven aquestes partides del terme en moments puntuals del cicle agrari: conreu, sembra, sega, batuda), i als pastors que duien els ramats per la zona a l'estiu i en moments de tempesta.

## Arqueologia
Les prospeccions arqueològiques dutes a terme a la zona (el 2014) cercaven restes que pogueren contextualitzar les pintures rupestres de l'abric dels Turons d'Abril i el conjunt de Corrals dels Fantasmes.

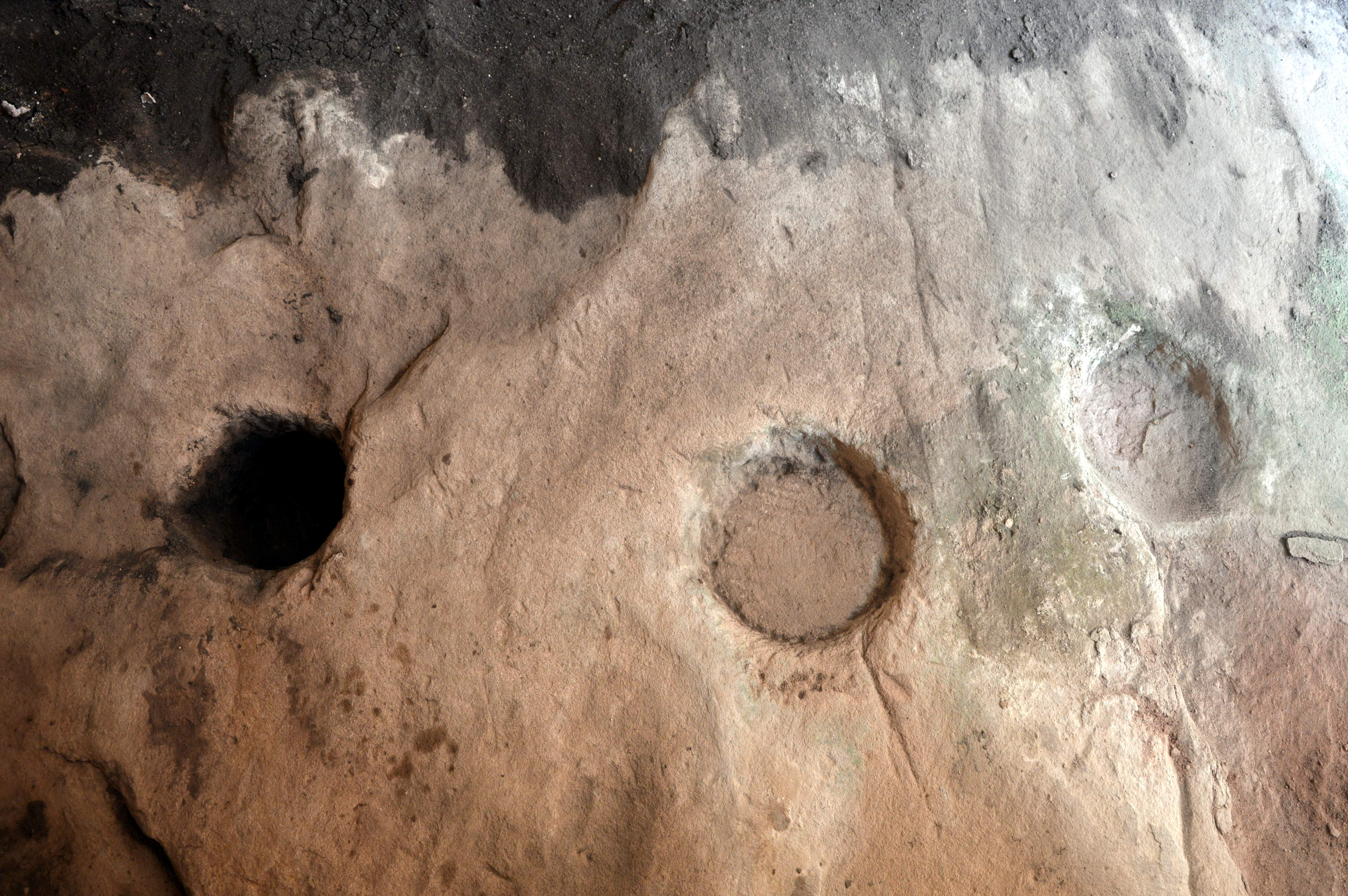
Detall d'inscultures a la roca de tipus cassola a Corrals dels Fantasmes, Castielfabib, 2018

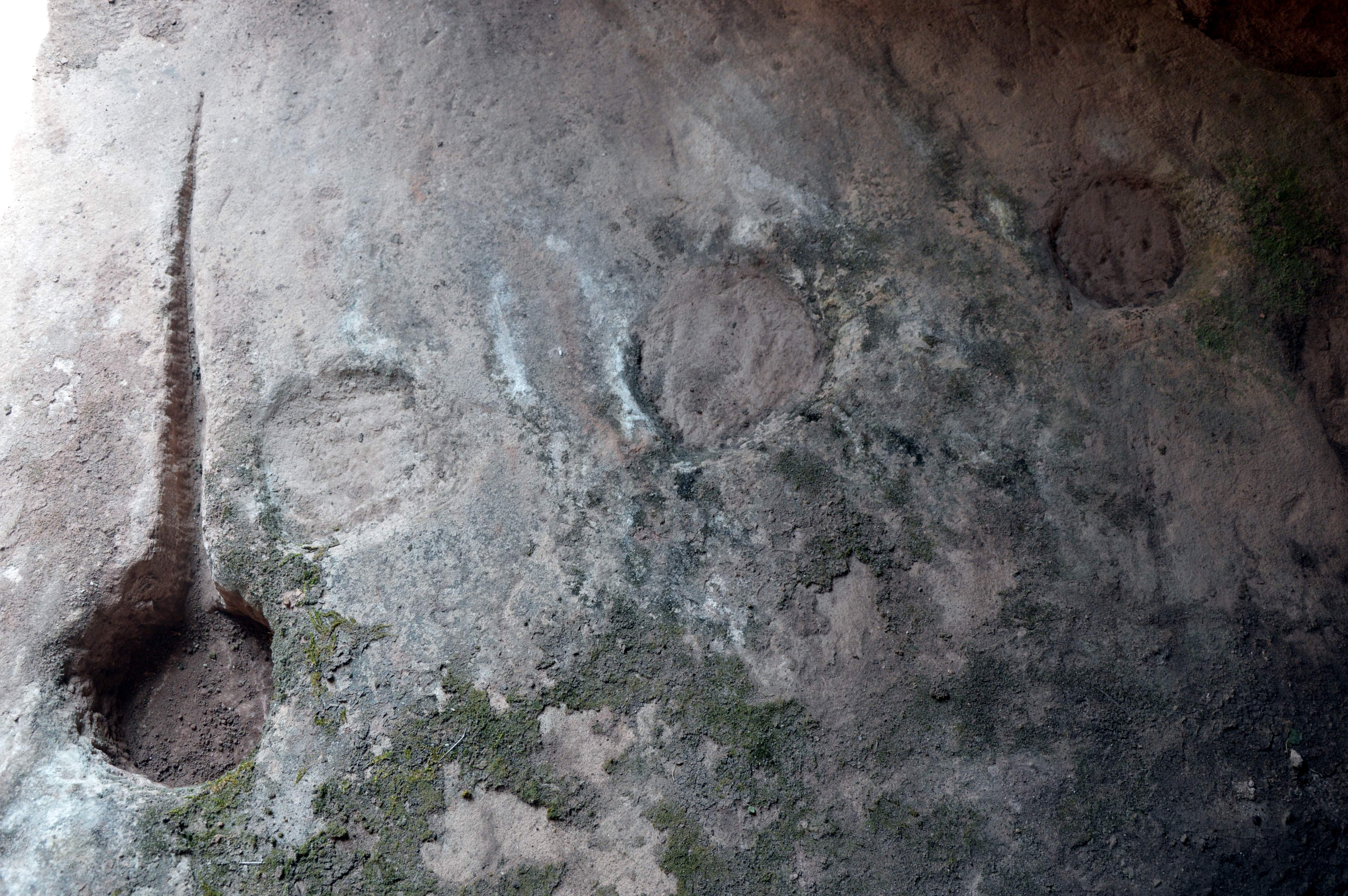
Detall d'inscultures de tipus cassola (vistes des d'una posició superior) a Corrals dels Fantasmes, Castielfabib, 2018

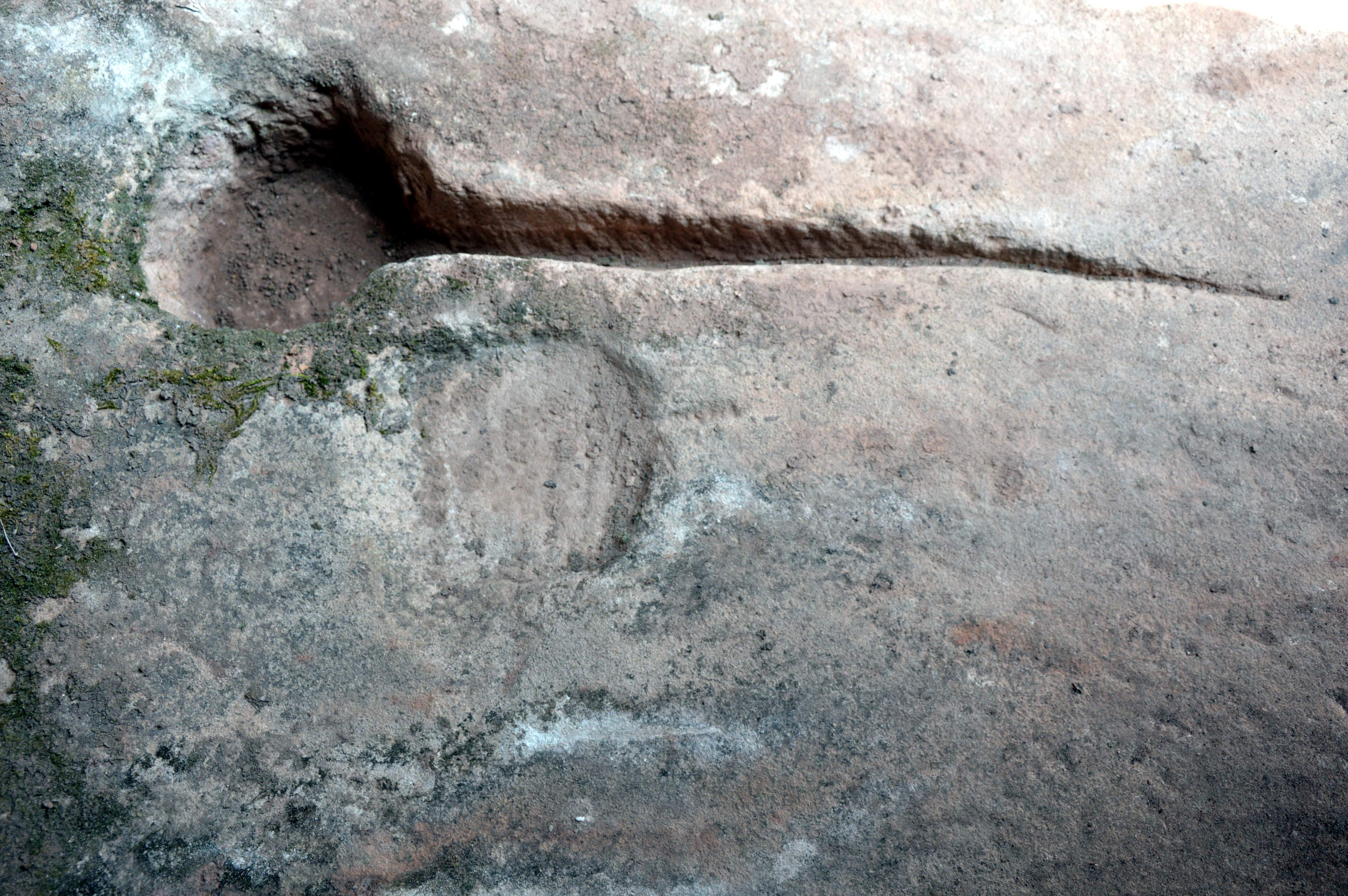
Detall d'inscultures de tipus cassola (vistes des de l'esquerra) a Corrals dels Fantasmes, Castielfabib, 2018

- Respecte a Corrals dels Fantasmes:

A la zona coberta del corral situat en posició nord-occidental del grup inferior de construccions hi ha llaurats a la roca del pis set orificis circulars disposats horitzontalment -a manera de cassoles de poca profunditat i sense connexió entre si-: les dels extrems són més fondes i mostren signes d'haver estat llaurades amb objectes metàl·lics, amb la particularitat que la situada propera a l'entrada té una profunda ranura lineal a la part inferior.
Són pedres llaurades (copel·lade, de tipus petròglif), presumptament identificades com a forns per a l'extracció de l'oli de ginebre,[3] encara que la forma no en respon al tipus lític habitual de les llars descrites per a aquest fi com a petròglifs utilitaris. D'haver servit de recipients per a extracció de càdec datarien d'una època anterior a la construcció d'aquests edificis.
Així mateix, a la part baixa del conjunt inferior hi ha un gran mur de pedra (maçoneria encarada sense aglomerant), identificat com a «mur defensiu», i sense relació amb les construccions actuals: això fa pensar que serviria a fàbriques anteriors.
- Respecte de l'abric dels Turons d'Abril:

En tots dos marges del barranc de Val de l'Aigua i la seua confluència amb el barranc de Marín, es trobaren dues cavitats en un carreró de roca calcària: «Ambdues conserven sedimentació, i en la seua superfície es recuperaren fragments de ceràmica a mà de pasta depurada sense amb quasi desengreixant i amb una superfície allisada»; podrien vincular-se al Neolític mitjà-final.

## Fauna i flora
La zona conté sòls calcaris i silicis, amb espècies animals i vegetals mediterrànies d'alta muntanya. A les zones calcàries predomina el bosc de savina albar (Juniperus thurifera) i savina negral (Juniperus phoenicea), així com el pi negral (Pinus nigra), mentre que a les zones silícies de gres roig (facies Bundsanstein) predomina el bosc de Pinus pinaster i el sotabosc de brucs (Calluna vulgaris, Erica multiflora, Erica terminalis), l'estepa de muntanya (Cistus laurifolius, Cistus ladanifer, Cistus clussi), la boixerola(Arctostaphylos raïm-ursi), i els quercus: alzina (Quercus ilex), ginebre (Juniperus oxicedrus), roure de fulla petita (Quercus faginea), reboll (Quercus pyrenaica), etc.
Respecte a la fauna, entre els mamífers hi destaca de manera més habitual: el cérvol (Cervus elaphus), el cabirol (Capreolus capreolus), el senglar (Els seus scrofa) i la guineu (Vulpes vulpes).
Poden trobar-s'hi també espècies com l'esquirol roig (Sciurus vulgaris), la cabra salvatge (Capra pyrenaica), la fagina (Dimarts foina), el gat salvatge (Felis silvestris) i la gineta (Genetta genetta).
Quant a aus podem trobar-hi: el gaig (Garrulus glandarius), l'astor comú (Accipiter gentilis), el gamarúss (Strix aluco), la mallerenga (Periparus ater), l'esparver (Accipiter nisus), la mallerenga emplomallada (Lophophanes cristatus), el tudó (Columba palumbus), el pinsà (Fringilla coelebs) i el trencapinyes (Loxia curvirostra).
Pel que fa a rèptils, hi ha el fardatxo ocel·lat (Timon lepidus), la sargantana cuallarga (Psammodromus algirus), la serp verda (Malpolon monspessulanus), la serp blanca (Rhinechis scalaris), etc.